# Shinri Shioura
Shinri Shioura (jap. 塩浦慎理 Shioura Shinri; ur. 26 listopada 1991 w Kanagawie) – japoński pływak, specjalizujący się w stylu dowolnym i motylkowym.
W 2011 roku został mistrzem uniwersjady w Shenzhen w sztafecie 4 × 100 m stylem zmiennym oraz brązowym medalistą na 50 i 100 m stylem dowolnym.
Dwa lata później zdobył brązowy medal mistrzostw świata w Barcelonie w sztafecie 4 × 100 m stylem zmiennym.